# Huillicoihue
Huillicoihue es un caserío de la comuna de Máfil, ubicada en la parte sureste de la comuna.
Aquí se encuentra la Escuela Rural Huillicoihue.

## Accesibilidad y transporte
Huillicoihue se encuentra a 18,4 km de la ciudad de Máfil a través de la Ruta T-347.